# Comité d'indemnisation des victimes des essais nucléaires
En France, le Comité d'indemnisation des victimes des essais nucléaires (Civen) est une autorité administrative indépendante qui a la compétence pour attribuer ou non des indemnisations pour les personnes atteintes de maladies résultant d’une exposition aux rayonnements des 210 essais nucléaires français réalisés dans le Sahara algérien et en Polynésie française entre les années 1960 et 1998.

## Composition
Les membres du comité sont nommés par décret du président de la République.
Le comité comprend 9 membres. Il est présidé par un conseiller d’État ou de la Cour de Cassation.
Les autres membres sont des personnalités qualifiées principalement des professeurs de médecine exerçant ou ayant exercé à l’université et en milieu hospitalier, spécialiste en cancérologie, radiothérapie, médecine nucléaire, pathologie professionnelle, réparation des dommages corporels, épidémiologie,…
Parmi ces membres, un médecin a été désigné sur proposition des associations représentatives des victimes des essais nucléaires.
Par décret du Président de la République en date du 8 mars 2024, sont nommés membres du comité d'indemnisation des victimes des essais nucléaires :
1° M. Gilles HERMITTE, conseiller d'Etat, président du comité d'indemnisation des victimes des essais nucléaires ;
2° Au titre des personnalités qualifiées, sur proposition du Haut Conseil de la santé publique :
Mme Laurence LEBARON-JACOBS, en tant que médecin compétent dans le domaine de la radiopathologie ;
M. Benoît DENIZOT, en tant que médecin compétent dans le domaine de la radiopathologie ;
M. Norbert TELMON, en tant que médecin compétent dans le domaine de la réparation des dommages corporels ;
Mme Marie-Christine BOUTRON-RUAULT, en tant que médecin compétent dans le domaine de l'épidémiologie ;
3° Au titre des personnalités qualifiées, sur proposition des associations représentatives des victimes des essais nucléaires, après avis conforme du Haut Conseil de la santé publique :
M. Eric SOLARY ;
4° Au titre des personnalités qualifiées :
Mme Françoise TRAVAILLOT, magistrate honoraire ;
Mme Sanaa MARZOUG, magistrate.

## Missions: loi Morin
En application de la loi Morin n° 2010-2 du 5 janvier 2010, une procédure d'indemnisation est mise en place pour les personnes atteintes de maladies cancéreuses considérées comme radio-induites par les études scientifiques de référence (ONU) et résultant d'une exposition à des rayonnements ionisants.
Les maladies sont inscrites sur une liste fixée par décret en Conseil d’État qui détermine les 21 pathologies reconnues comme partiellement radio-induites, conformément aux travaux reconnus par la communauté scientifique internationale, ouvrant droit à indemnisation.
À la suite de la promulgation de la loi n° 2013-1168 du 18 décembre 2013 relative à la programmation militaire pour les années 2014 à 2019 et portant diverses dispositions concernant la défense et la sécurité nationale le statut juridique du Civen a été transformé.
L’article 53 de cette loi a fait évoluer le dispositif en transformant le Civen qui était auparavant un organisme consultatif faisant des recommandations au ministre de la défense en une autorité administrative indépendante ayant compétence pour décider d’attribuer ou non des indemnisations au titre de la loi du 5 janvier 2010 modifié.

## Indemnisations
En 2013, sur 840 dossiers reçus par le Civen, 11 ont donné lieu à une indemnisation, soit un taux de rejet d'environ 99 %.
Jusqu'en 2017, seuls 2 % des dossiers étaient retenus par le comité d’indemnisation des victimes des essais nucléaires, en raison d'une clause dite du risque négligeable.
En février 2017, le Civen n'a indemnisé qu'une vingtaine de Polynésiens.
Début juillet 2017, le Premier ministre Édouard Philippe et la ministre de la santé Agnès Buzyn ont revu la politique d'indemnisation et le Civen doit reprendre l'ensemble des dossiers qui ont été refusés.
En juillet 2017, six des neuf membres du Civen ont démissionné à la suite de la modification de la loi Morin, qui prive le comité de toute expertise scientifique sur les dossiers d’indemnisation.
Le 8 décembre 2017, la Cour administrative d'appel de Nantes autorise l'indemnisation de 25 vétérans de l'Armée Française irradiés lors des essais nucléaires entre 1960 et 1990.
En mai 2018, 1310 demandes d’indemnisation ont été déposées : 1092 émanant de métropolitains; 44 d’Algériens et 169 de Polynésiens. Sur ce total, 130 indemnisations ont été versées et 75 expertises sont en cours de réalisation.
Le 7 septembre 2018, seules 121 personnes ont été indemnisées en raison des essais nucléaires français.
Du 22 au 26 octobre 2018, deux médecins, le Professeur Nicolas Franchitto et le Docteur Georges Benayoun ont rencontré une trentaine de victimes ou leurs ayant-droit à Tahiti afin d'établir pour chaque cas, les préjudices subis. Les deux médecins experts doivent revenir en janvier/février 2019, et à échéance régulière jusqu'à ce que tous les dossiers soient expertisés. 
En novembre 2018, un rapport sur l'indemnisation des victimes des essais nucléaires est remis au premier ministre Édouard Philippe. Le Civen propose alors que tout dossier d'indemnisation soit recevable dès que le seuil d'exposition à la radioactivité  d'un millisievert par an (1 mSv) est franchi.
Le 5 décembre 2018, le Sénat autorise une hausse des crédits de  2,5 millions d'euros permettant de rallonger les délais de recours des victimes des essais nucléaires en Polynésie.